# San Severino Lucano
San Severino Lucano ist eine süditalienische Gemeinde (comune) mit 1373 Einwohnern (Stand 31. Dezember 2023) in der Provinz Potenza in der Basilikata. Die Gemeinde liegt etwa 74 Kilometer südsüdöstlich von Potenza im Nationalpark Pollino und gehört zur Comunità Montana Alto Sinni.

## Geschichte
Die Gründung des Ortes ist vermutlich im 15. Jahrhundert erfolgt.

## Söhne und Töchter
- Vincenzo Carmine Orofino (* 1953), katholischer Geistlicher, Bischof von Tricarico